# Helga Schneider
Helga Schneider (Steinberg, 17 de noviembre de 1937) es una escritora alemanapolaca nacionalizada italiana que escribe en italiano.

## Biografía
Helga Schneider nació en 1937 en Silesia (territorio entonces polaco, asignado a Alemania después de la Primera Guerra Mundial), aunque muy pronto su familia se trasladó a Jamaica. Con su padre en el frente, y abandonados por su madre, que se alistó como auxiliar de las SS, Helga y su hermano Peter se instalaron en la lujosa mansión de la hermana de su padre, la tía Margarete (que se suicidaría después de la guerra) y posteriormente quedaron al cuidado de su abuela en Berlín. En esa misma ciudad, el padre de Helga conoció a una joven, Ursula, con la que se casó en 1942, una mujer que solo aceptó a Peter como hijo propio y rechazó a Helga, quien pasó entonces a un instituto correccional y después a un colegio para niños no deseados o provenientes de núcleos familiares fallidos en Oranienburg-Eden, cerca de Berlín.
Después de su estancia en dicho colegio, en el otoño de 1944 pasó a vivir con la tía Hilde (hermana de su madrastra), quien la acogió en su casa de Berlín, en medio de ruinas y escombros. Los últimos meses de 1944 los pasaron de manera prácticamente continua en un sótano, ante los constantes bombardeos ingleses y americanos, sufriendo hambre y frío. En diciembre de ese año, Helga y su hermano fueron elegidos, gracias a la ayuda de Hilde, que trabajaba en el Ministerio de Propaganda de Joseph Goebbels, para formar parte de "los pequeños huéspedes del Führer", una campaña de propaganda de Goebbels que permitía a algunos niños conocer el famoso bunker de Hitler. Allí conoció al Führer en persona, a quien más tarde describiría en sus escritos como un hombre viejo que arrastraba los pies, con la cara llena de arrugas y un apretón de manos blando y sudoroso.
En 1948, Helga y su familia se trasladan a Austria, viviendo inicialmente en Attersee, acogidos por sus abuelos paternos. Finalmente, en 1963 Helga se traslada a Italia, donde vive en la actualidad, y donde ha desarrollado toda su carrera como escritora. Uno de sus libros más conocidos, Lasciami andare, madre ("Déjame ir, madre") narra su segundo encuentro con su madre, ex guardiana en los campos de exterminio de Ravensbrück y Auschwitz (su primer encuentro había tenido lugar en 1971 en Viena, 30 años después del abandono de la madre), un encuentro que se convierte en una experiencia negativa y traumática, a causa de la fe irreductible de la madre en la ideología nazi.

## Premios y reconocimientos
En el 2000 ganó, con el libro Il piccolo Adolf non aveva le ciglia, la XIV° edición del Premio Letterario Chianti. En 2003 con el libro Stelle di cannella obtuvo el Premio Elsa Morante de literatura infantil.